# Cupido taiwana
Cupido taiwana är en fjärilsart som beskrevs av Jinhaku Sonan 1938. Cupido taiwana ingår i släktet Cupido och familjen juvelvingar. Inga underarter finns listade i Catalogue of Life.